# Saint-Martin-Vésubie
Saint-Martin-Vésubie är en kommun i departementet Alpes-Maritimes i regionen Provence-Alpes-Côte d'Azur i sydöstra Frankrike. Kommunen ligger  i kantonen Saint-Martin-Vésubie som ligger i arrondissementet Nice. År 2022 hade Saint-Martin-Vésubie 1 379 invånare.

## Befolkningsutveckling
Antalet invånare i kommunen Saint-Martin-Vésubie
Referens: INSEE

## Galleri

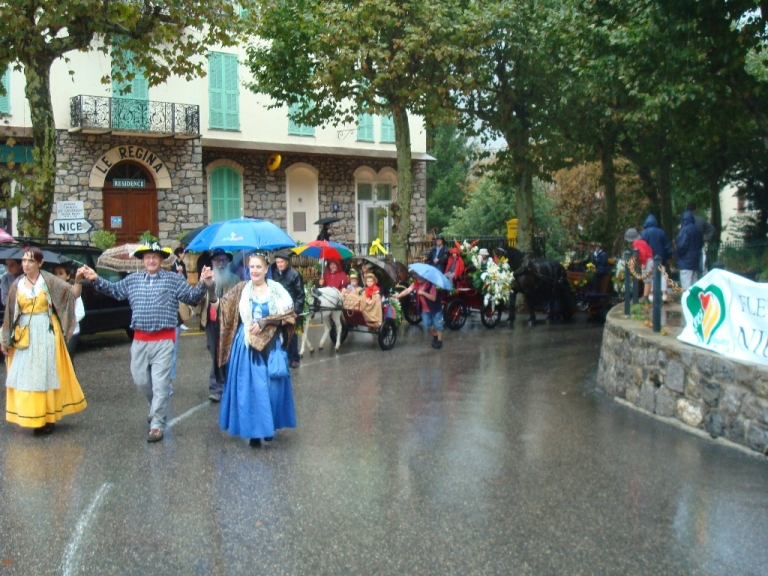
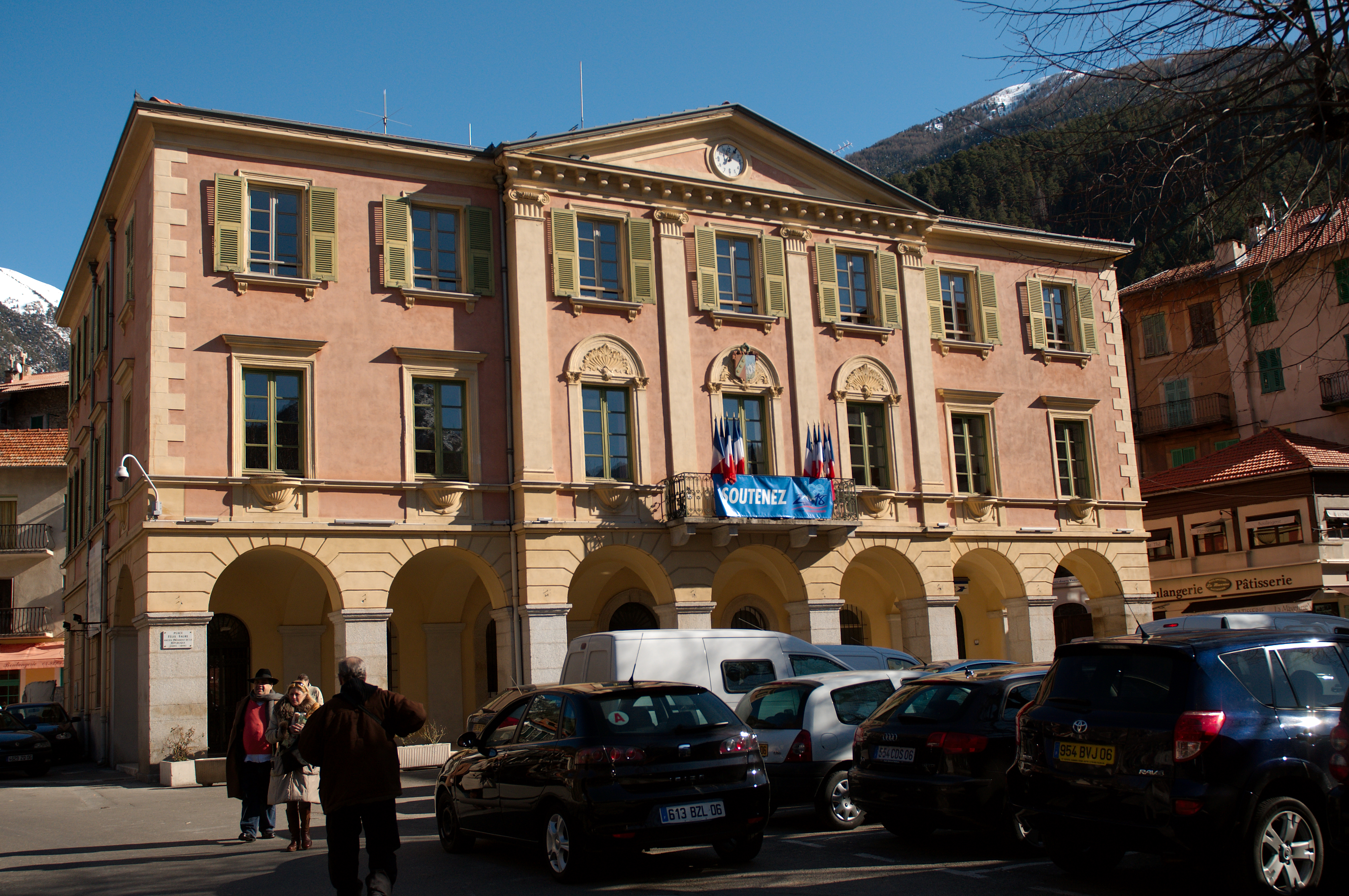
Hotellet
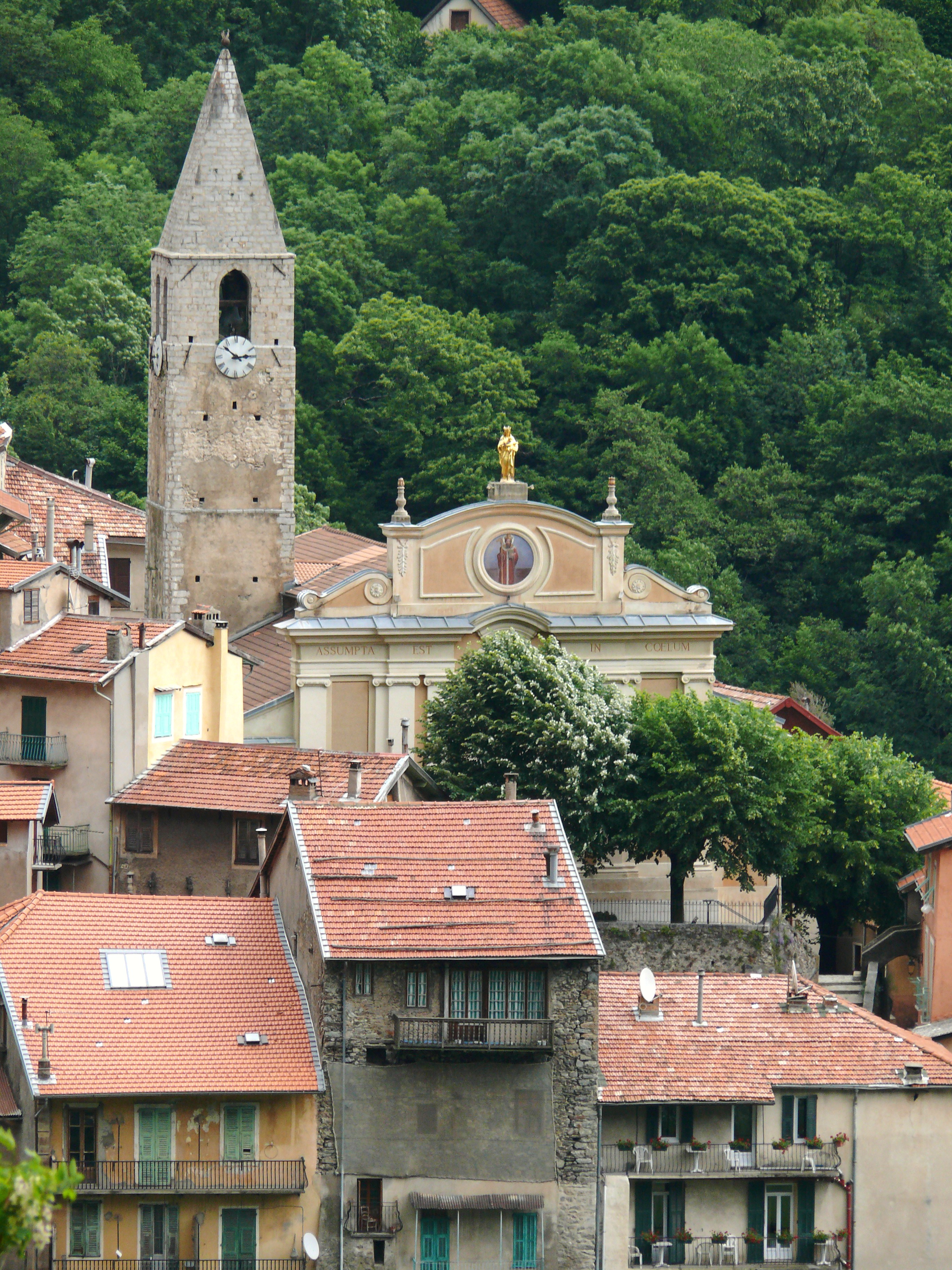
Kyrkan Notre-Dame-de-l'Assomption
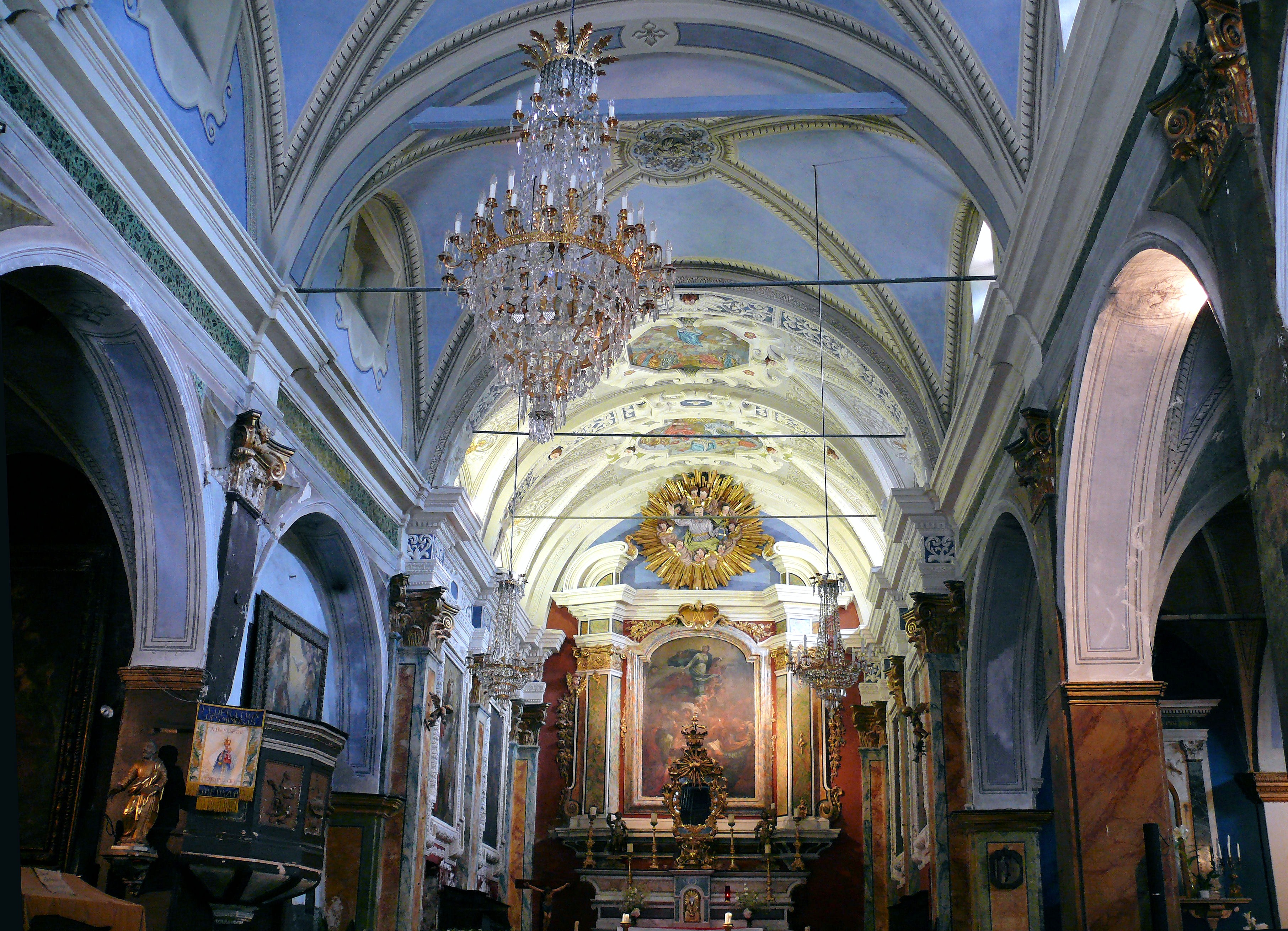
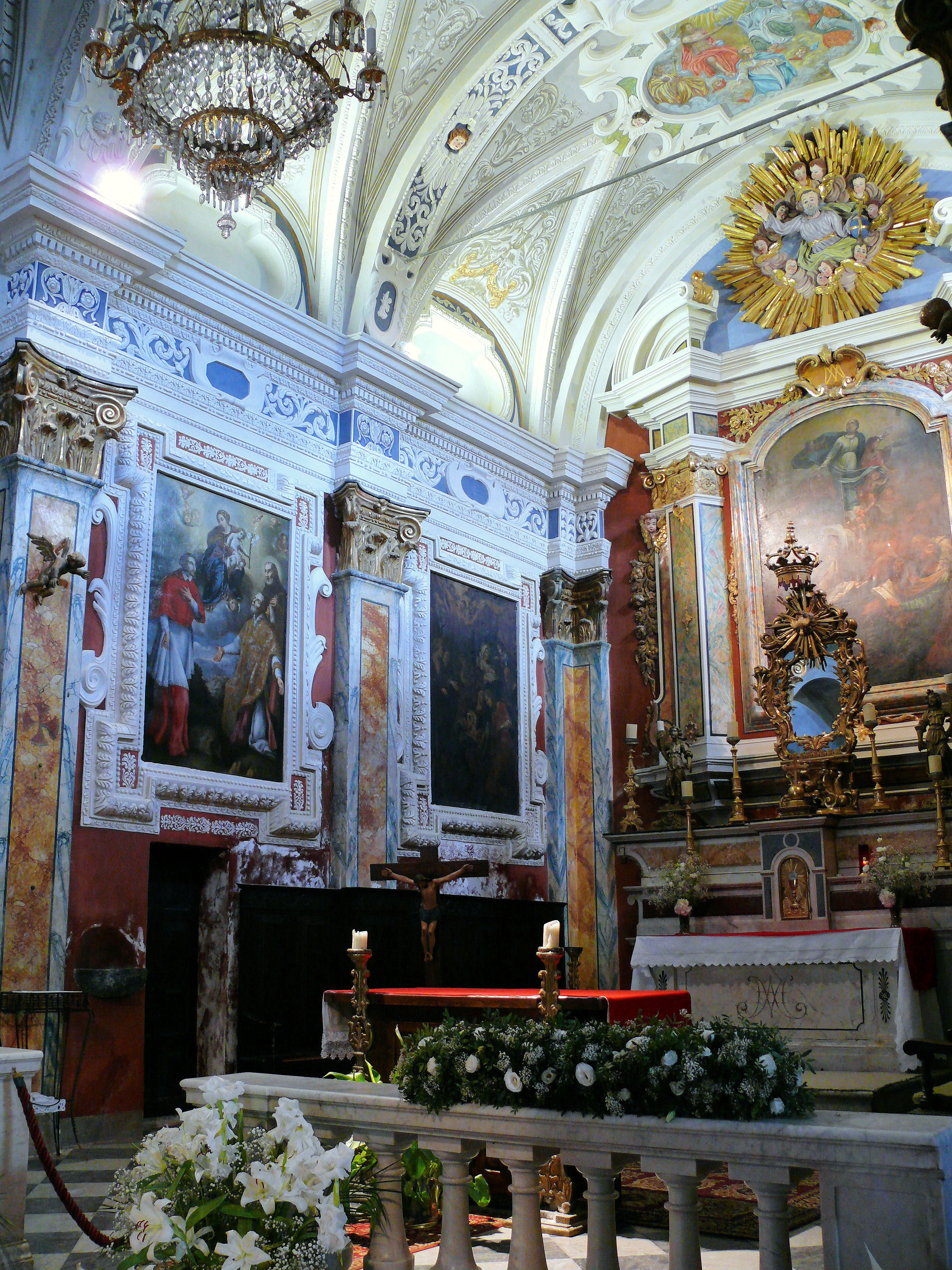
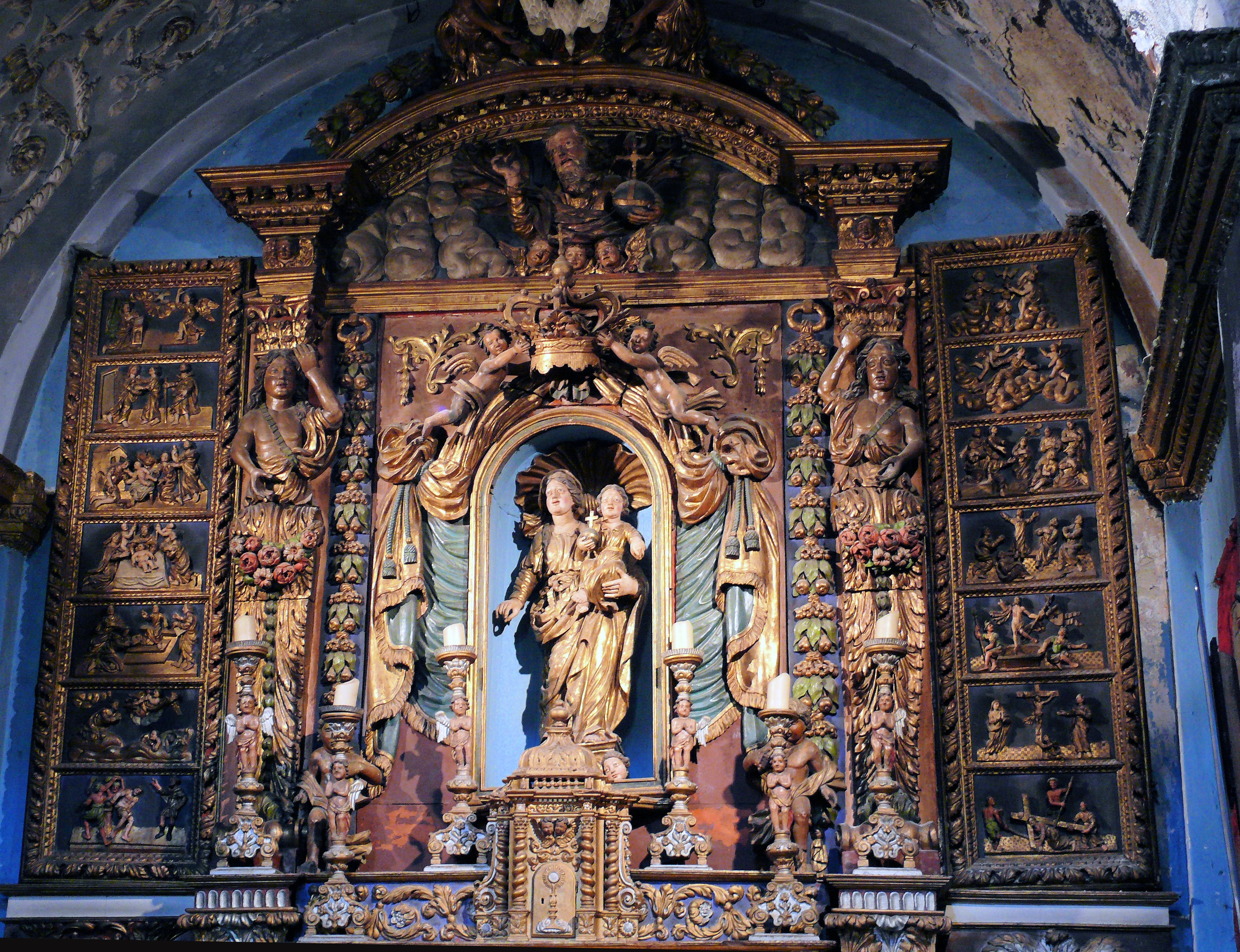
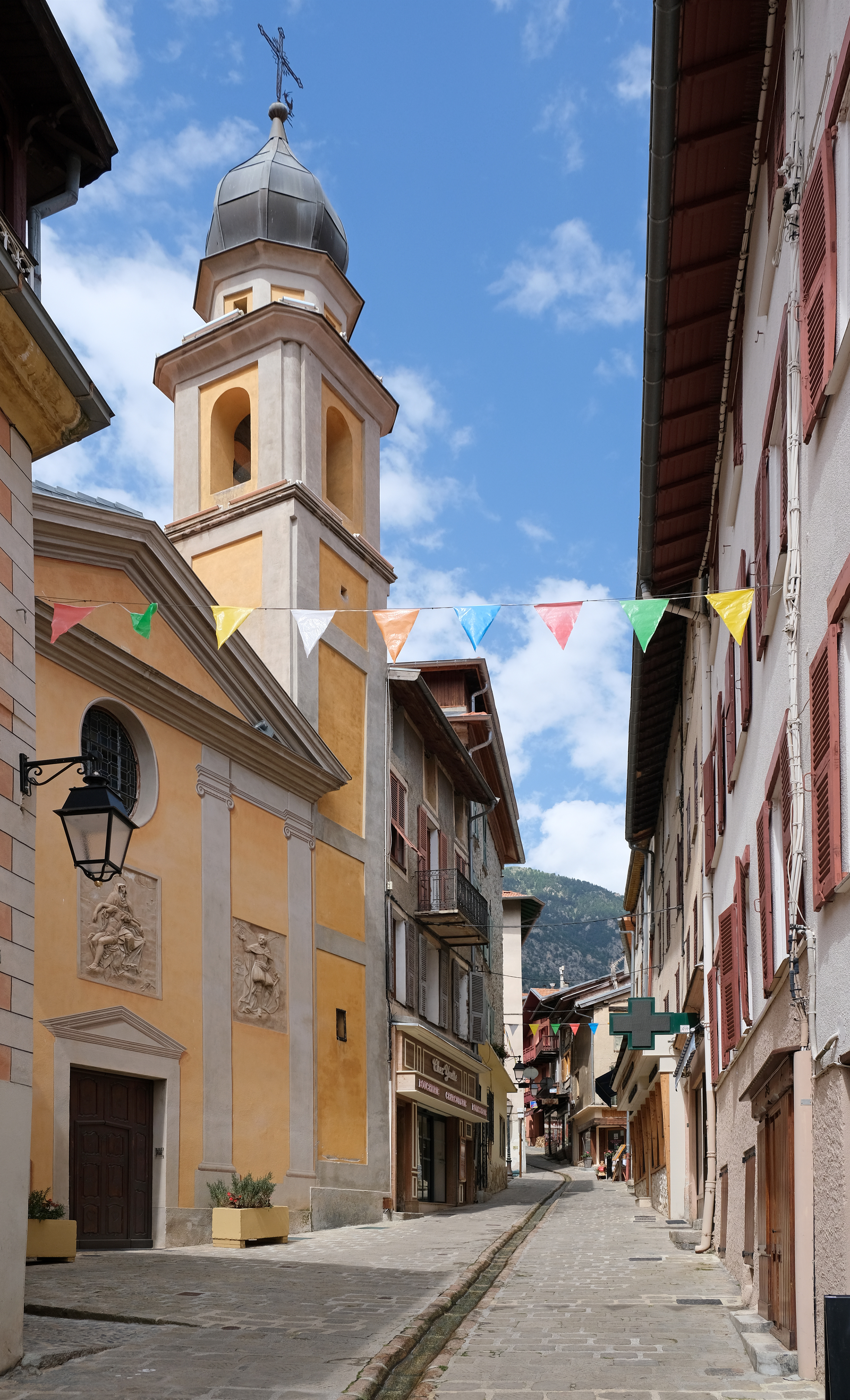
Kapellet Pénitents Blancs
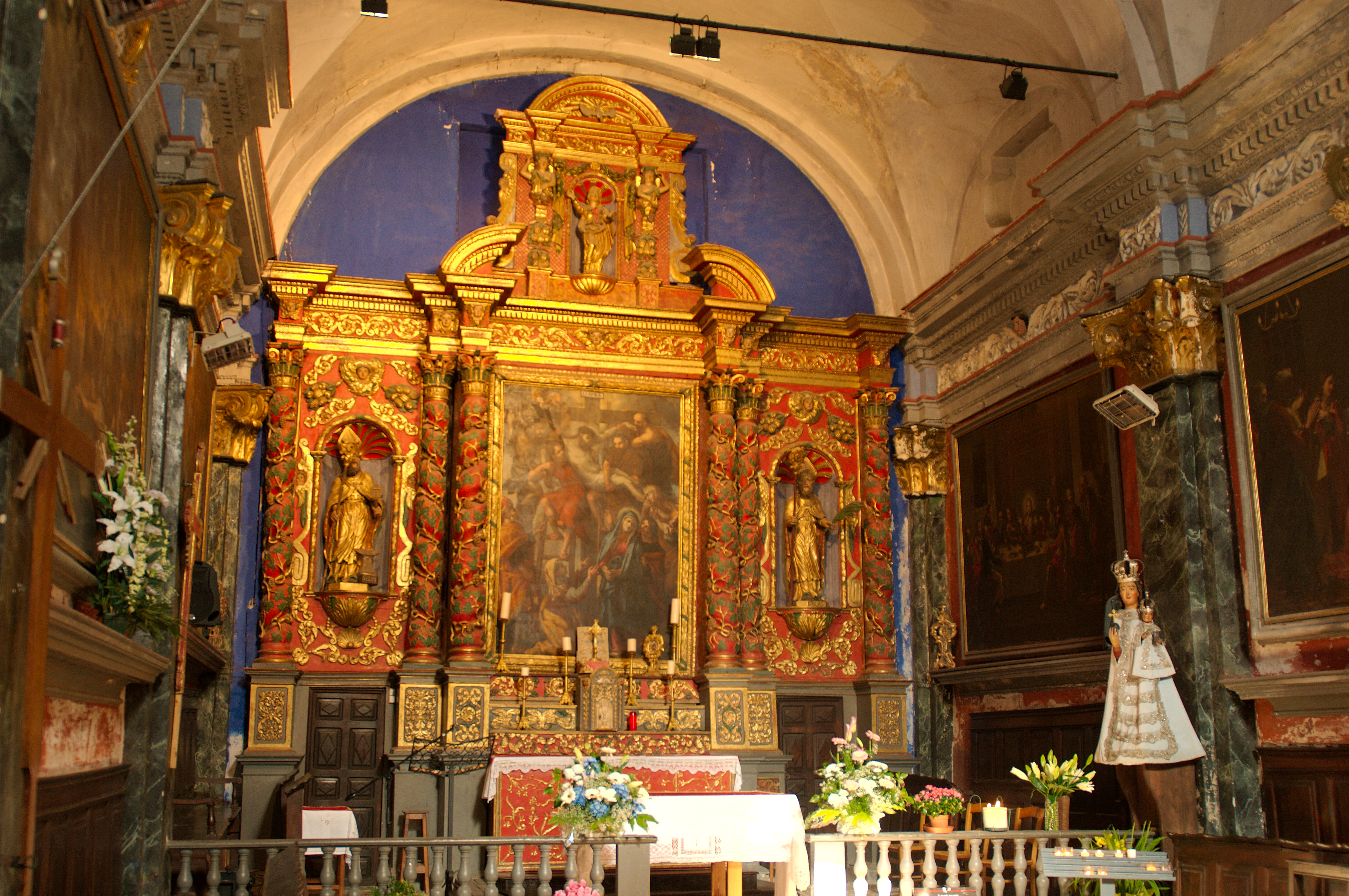
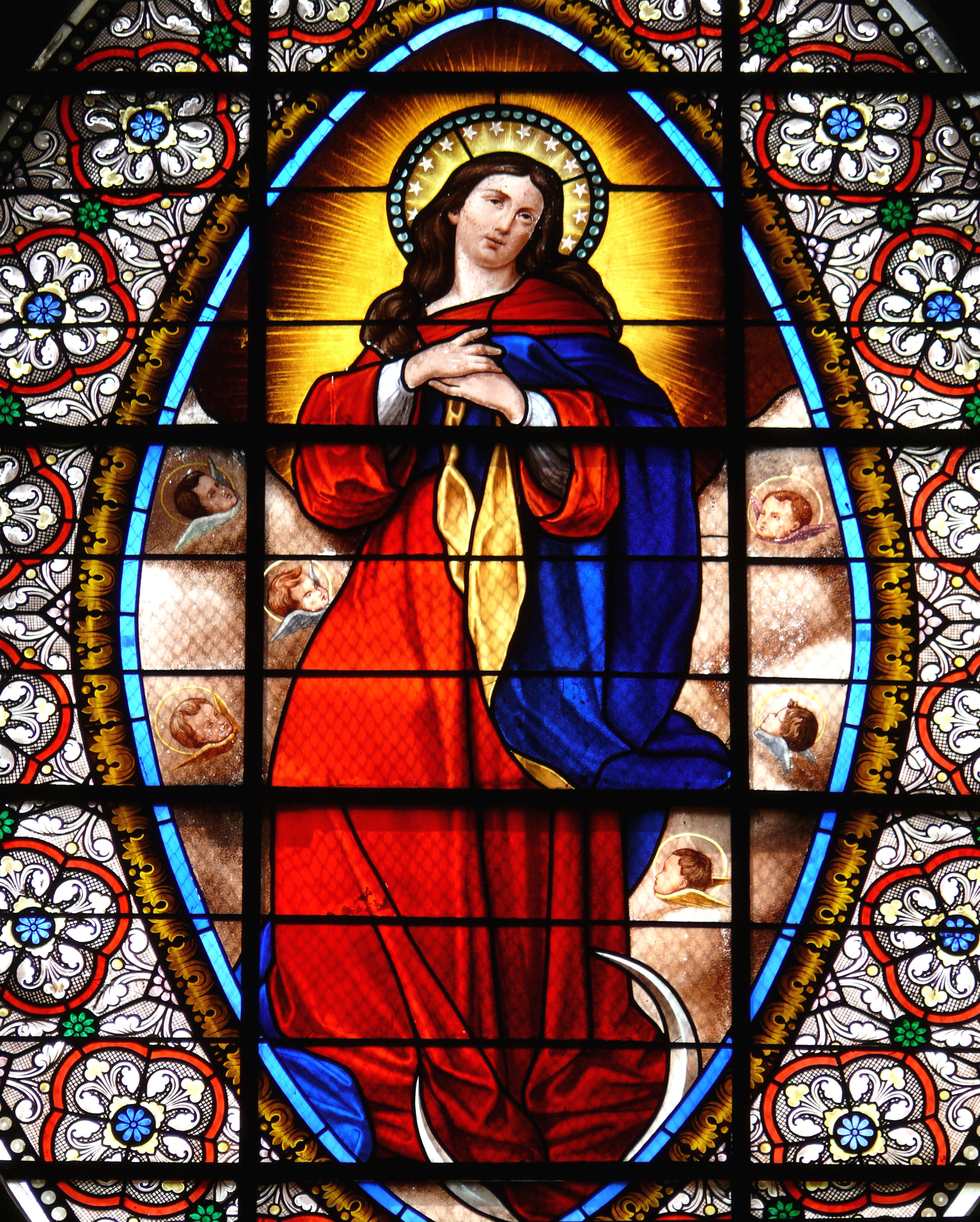
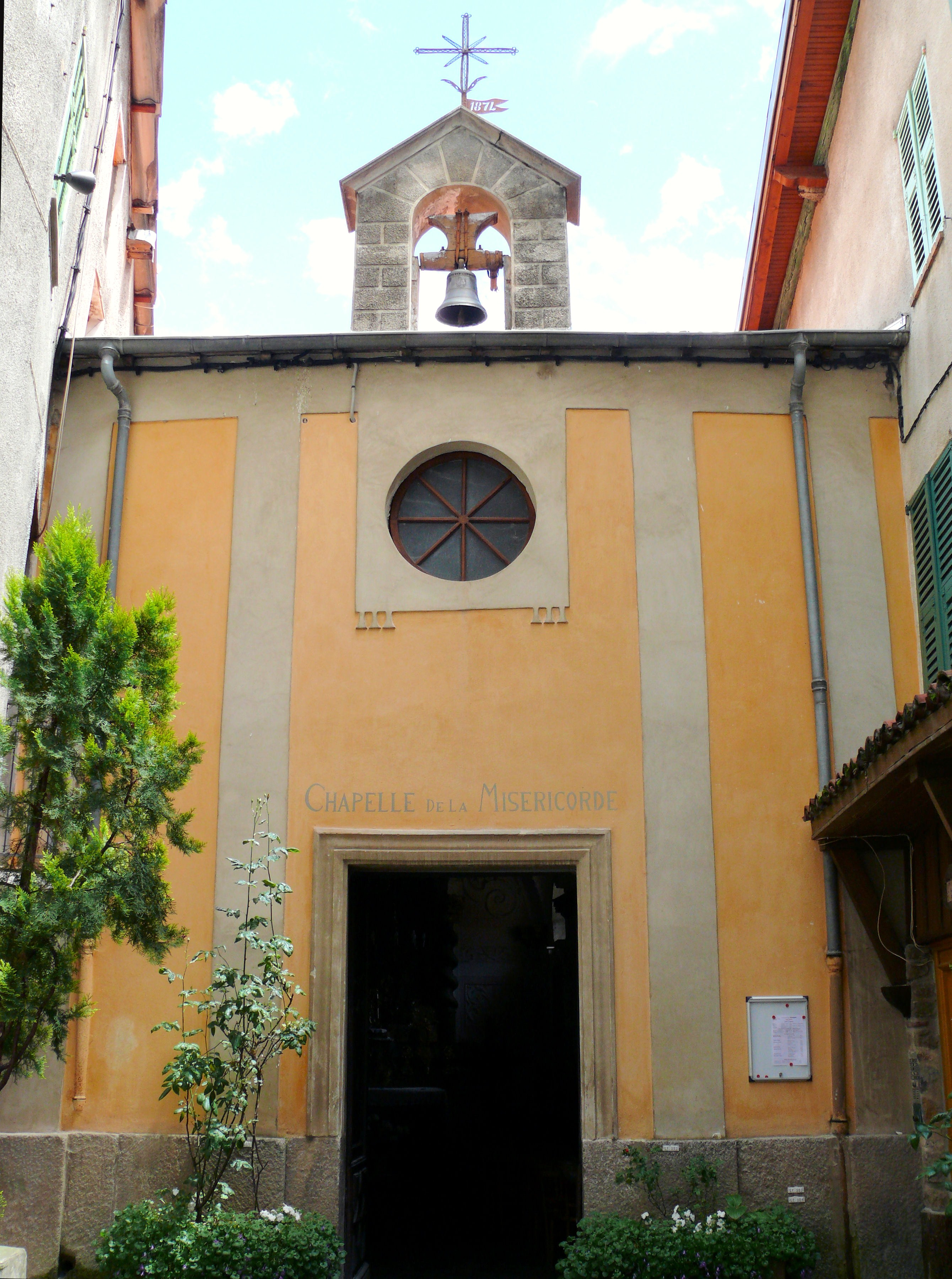
Kapellet Miséricorde
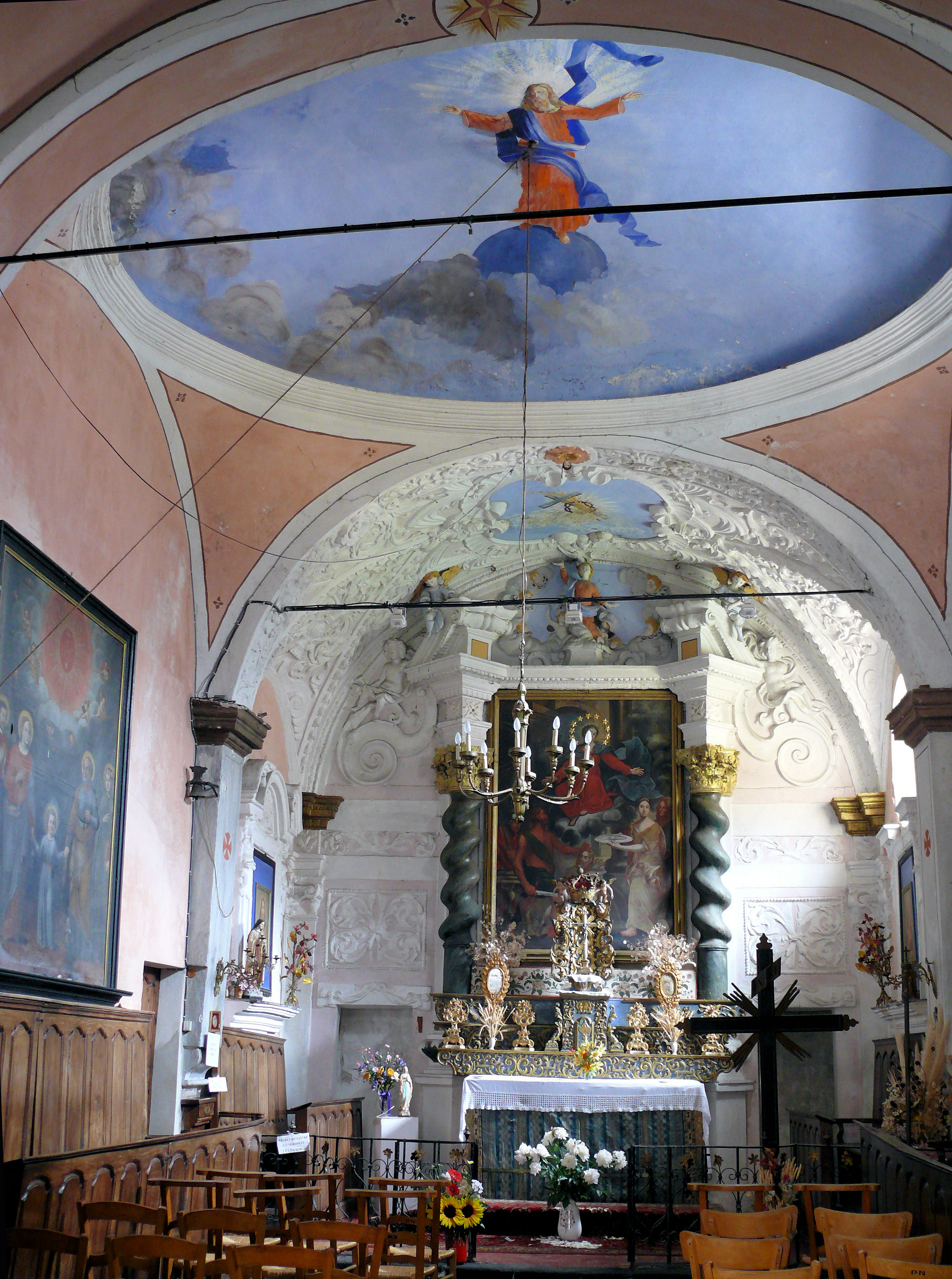
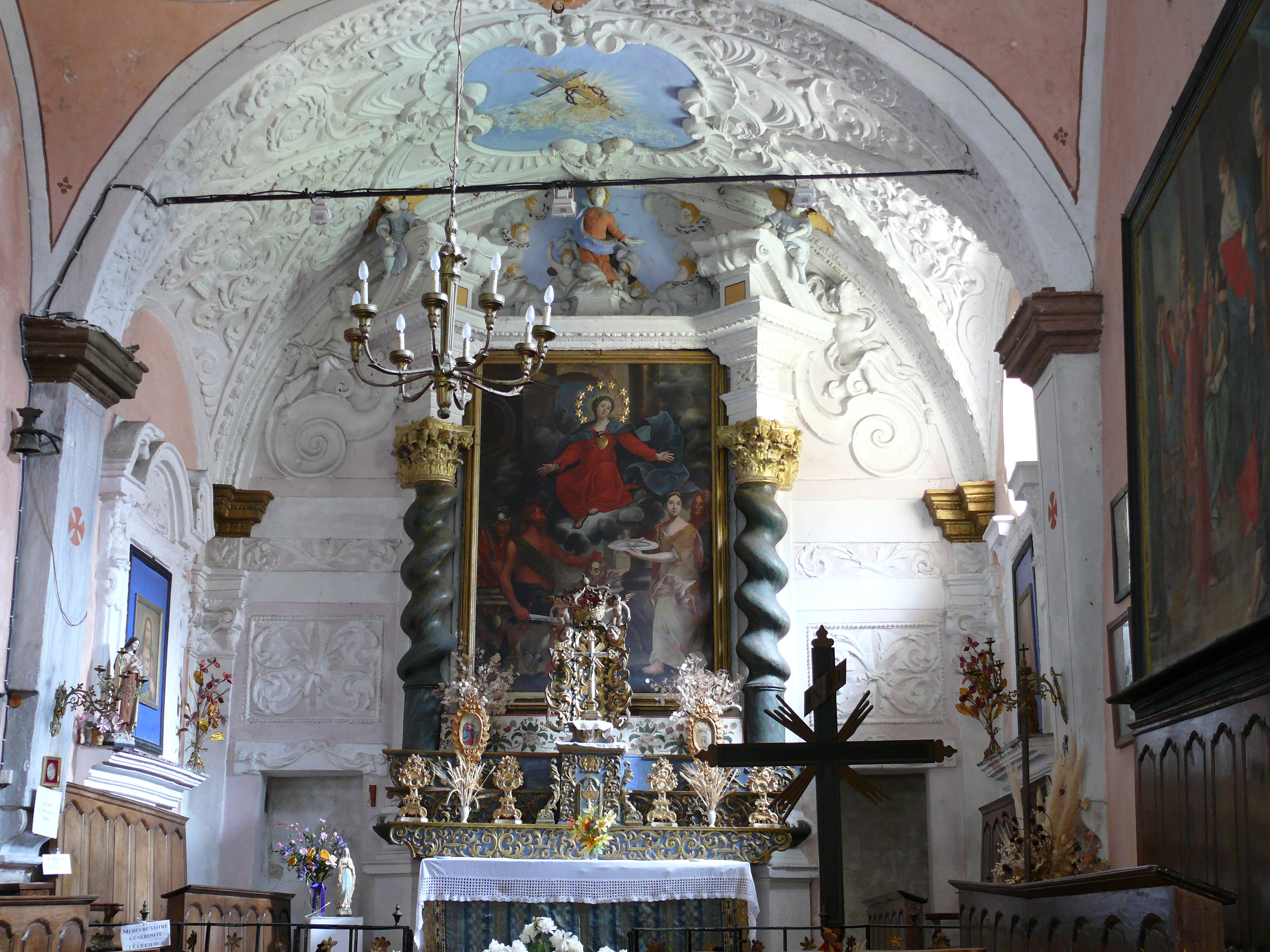